# Велизаде, Шариф
 Шариф Эфенди Гаджи-Вейсал оглы Велизаде (азерб. Şərif Əfəndi Hacı-Veysal oğlu Vəlizadə; 1894, Геокчайский уезд, Бакинская губерния — 1966) — VIII муфтий мусульман Кавказа.

## Биография
Родился в 1881 году в селе Марти Геокчайского уезда (совр. Гёйчайский район) в семье Гаджи-Вейсала.
Являлся имамом Гейчайской мечети. 
На V съезде мусульман Кавказа (Закавказье) (1960) избран заместителем председателя Духовного управления мусульман Закавказья — муфтием. 
Шариф Эфенди, обладающий хорошими религиозными познаниями и красноречием, был сторонником модернизации. «Если мы не обновим устаревшие религиозные требования, наша религия будет потеряна, и верующие отвернутся от нас» — говорил он.
Выступал за сопротивление атеистической пропаганде. Он сравнил атеизм с орехом, который «ударяется о купол мечети и падает в сторону».
Некоторое время работал младшим научным сотрудником Института рукописей НАН Азербайджана. Занимался переводами стихов Низами Гянджеви.
Умер в 1966 году. После его смерти должность муфтия Духовного управления оставалась вакантной два года.